# Luis Carniglia
Luis Antonio Carniglia (4. října 1917 Olivos, provincie Buenos Aires – 22. června 2001 Buenos Aires) byl argentinský fotbalista a fotbalový trenér. Hrál mimo jiné za Bocu Juniors a Nice. Trénoval mimo jiné Nice, Real Madrid, AS Řím, AC Milán a Juventus.
Carniglia vyhrál jako hráč 1× argentinskou ligu a 1× francouzskou ligu. Jako trenér vyhrál 2× Pohár mistrů, 1× Veletržní pohár, 1× francouzskou ligu a 1× španělskou ligu.

## Hráčská kariéra
Carniglia hrál v letech 1933–1936 za CA Tigre. V letech 1936–1941 hrál za CA Boca Juniors, se kterou vyhrál argentinskou ligu v roce 1940. V roce 1941 si zlomil nohu. Zotavování trvalo 3 roky, které strávil v CA Chacarita Juniors. V letech 1945–1948 hrál v mexickém Atlasu. V letech 1951–1952 hrál v Nice, se kterým vyhrál francouzskou ligu. Pak hrál 1 rok v Toulonu a nakonec znovu v Nice.

## Trenérská kariéra
Trenérskou kariéru začal Carniglia v Nice po skončení hráčské kariéry roku 1955. Hned v ročníku 1955/56 vyhrál francouzskou ligu.
V letech 1957–1959 byl v Realu Madrid, se kterým vyhrál 2× Pohár mistrů. Roku 1958 vyhráli ve finále v Bruselu nad AC Milán 3:2 po prodloužení a roku 1959 ve Stuttgartu nad Remeší 2:0. Roku 1958 navíc vyhráli španělskou ligu.
Po angažmá ve Fiorentině a Bari trénoval v letech 1961–1963 AS Řím, se kterým roku 1961 vyhrál Veletržní pohár.
Při dalších angažmá v AC Milán, La Coruni, Boloni, Juventusu, San Lorenzu a Bordeaux už žádný další významnější úspěch nepřidal.

## Úspěchy

### Hráčské
Boca Juniors
- Argentinská liga: 1940

OGC Nice
- Francouzská liga: 1951/52

### Trenérské
OGC Nice
- Francouzská liga: 1955/56

Real Madrid
- Španělská liga: 1957/58
- Pohár mistrů: 1957/58, 1958/59

AS Řím
- Veletržní pohár: 1960/61